# Konrad Müller (Politiker, 1892)
Konrad Müller (* 10. August 1892 in Frauenfeld; † 25. Februar 1981 in Winterthur, katholisch, heimatberechtigt in Winterthur und Reuti) war ein Schweizer Politiker (CSP).

## Leben
Konrad Müller kam am 10. August 1892 in Frauenfeld als Sohn des Schriftsetzers Franz Eduard Müller und der Dorothea geborene Weibel zur Welt. Nach Absolvierung einer Banklehre in Winterthur war Müller 36 Jahre lang als Geschäftsleiter der Buchdruckerei Konkordia sowie als Herausgeber der christlichsozialen Tageszeitung "Hochwacht" tätig.
Daneben fungierte Müller als Präsident der Konsumgenossenschaften Konkordia und der Vereinigung der Selbsthilfeinstitutionen der christlichen Sozialbewegung der Schweiz sowie als Vizepräsident des Christlichsozialen Arbeiterbundes. Ferner war er einer der Mitgründer der Wohnbaugenossenschaft Waldheim in Winterthur.
Er heiratete 1920 Bertha, die Tochter des Magazineurs Karl Berger. Konrad Müller starb am 25. Februar 1981 im Alter von 88 Jahren in Winterthur.

## Politische Funktionen
Sein erstes politisches Amt bekleidete Konrad Müller im Grossen Gemeinderat der Stadt Winterthur. Dort amtierte er  zwischen 1939 und 1940 als erster Gemeinderatspräsident der CSP. Darüber hinaus nahm er in den Jahren 1947 bis 1951 Einsitz in den Nationalrat. 
Konrad Müller trat als Förderer der christlichsozialen Arbeitslosen- und Krankenkasse, der christlichsozialen Sparkassen und Versicherungen sowie des Schweizerischen Katholischen Turn- und Sportverbands hervor.

## Weblink
- Susanne Peter-Kubli: Müller, Konrad. In: Historisches Lexikon der Schweiz.

| Personendaten    | Personendaten             |
| ---------------- | ------------------------- |
| NAME             | Müller, Konrad            |
| KURZBESCHREIBUNG | Schweizer Politiker (CSP) |
| GEBURTSDATUM     | 10. August 1892           |
| GEBURTSORT       | Frauenfeld                |
| STERBEDATUM      | 25. Februar 1981          |
| STERBEORT        | Winterthur                |